# Лукино (Пителинский район)
Лукино — деревня в Пителинском районе Рязанской области. Входит в Ермо-Николаевское сельское поселение

## География
Находится в северо-восточной части Рязанской области на расстоянии приблизительно 18 км на север по прямой от районного центра поселка Пителино на западном берегу озера Святое.

## История
В 1862 году здесь (тогда деревня Елатомского уезда Тамбовской губернии) был учтен 31 двор.

## Население
Численность населения: 356 человек (1862 год), 617 (2014), 78 в 2002 году (русские 100 %), 50 в 2010.